# Castelguglielmo
Castelguglielmo (Castelgujelmo in veneto) è un comune italiano di 1 513 abitanti della provincia di Rovigo in Veneto, attraversato dal Canalbianco, nome che assume attualmente il fiume Tartaro dopo aver lasciato la conca di Canda.

## Storia

### Età antica e classica
Sulle origini del paese non vi sono dati certi anche se sono noti insediamenti in queste aree già dall'età del bronzo. Sono stati rinvenuti numerosissimi resti di insediamenti romani, in particolare cocci, monete e frammenti di mosaici e nella toponomastica sembrano comparire nomi con radici longobarde (ad esempio via Stiningarda).

### Storia medioevale, età comunale
Le prime vere notizie su Castelguglielmo risalgono al X secolo e sono riferite ad una località, denominata Villa Manegii, che probabilmente comprendeva anche la limitrofa San Bellino, caratterizzata da un castello e da una chiesa dedicata a San Nicolò. L'area è stata per secoli territorio di confine e quindi la presenza di castelli assumeva un'importanza strategica: Guglielmo III degli Adelardi Marcheselli (governatore di Ferrara) decise di riedificare nel 1146 la precedente costruzione, probabilmente caduta in rovina, e di rinominarla Castel Guglielmo in suo onore. Nel 1174 Torello Salinguerra, capo dei ghibellini di Ferrara, conquistò la fortezza, poi espugnata da Obizzo V Marcheselli e successivamente riconquistata dallo stesso Salinguerra. Il castello, probabilmente danneggiato, fu nuovamente ricostruito e rimase nelle mani degli Este fino al 1395, quando fu ceduto a Venezia insieme a gran parte del Polesine. Nel 1405 passò nelle mani del Carrarese Francesco Novello di Padova, poi ancora agli Este e, nel 1483, nuovamente sotto il dominio veneziano.

#### Il castello
Il castello fu distrutto e ricostruito numerose volte nel corso dei secoli ed è probabile che la forma, le dimensioni e lo stile siano mutati notevolmente. Le uniche raffigurazioni rimaste sono alcuni schizzi su mappe catastali, di cui una sola potenzialmente rappresentativa e non simbolica. Nel 1483 Marin Sanudo lo descrisse come un cerchio di mura con una torre centrale innalzati su un argine rialzato rispetto al livello delle paludi circostanti, circondato dalle acque del Tartaro (vero nome di quello che oggi nella parte terminale, viene anche chiamato Canal Bianco). Il castello doveva apparire imponente e collocato in corrispondenza di un'importante via di comunicazione attraverso un'area spesso soggetta ad inondazioni da parte del Fiume Po (ad esempio, nel 1152). Castelguglielmo è citato brevemente anche nel Decameron del Boccaccio, esattamente nella Novella Seconda, Giornata seconda. Il castello fu sempre ricostruito nella stessa posizione fino al 1780 quando cadde definitivamente la torre, non più sostenuta dalle mura precedentemente cadute. Del castello rimangono solo le fondamenta, ora coperte dagli edifici della piazza.

### Storia moderna
Nel corso della guerra della Lega di Cambrai il castello passò nelle mani di francesi e spagnoli, per ritornare, nel 1515, ai veneziani che ne conservarono il dominio fino al 1797.
I territori passarono successivamente ai francesi e poi agli austriaci dopo la Restaurazione, per diventare parte del Regno d'Italia a partire dal 1866. Nel 1945, durante un rastrellamento operato dai nazisti in seguito all'uccisione di due soldati, furono fucilate quarantadue persone a Villamarzana, provenienti per lo più da Castelguglielmo e territori limitrofi.

#### Una fortezza in una terra d'acqua
Come gran parte del Polesine, anche Castelguglielmo dovette subire nei secoli gli effetti di numerose esondazioni da parte dei fiumi, piccoli e grandi) che ne attraversavano il territorio. Dalla disastrosa inondazione del fiume Adige rotta della Cucca del 589 e la già menzionata rotta di Ficarolo del 1152, che rimase aperta per circa vent'anni e che cambiò il corso del Fiume Po. Durante la guerra tra Ferrara e Venezia, i ferraresi, allo scopo di portare delle navi dal Po all'Adige, ruppero gli argini dell'Adige e bloccarono il corso del fiume Tartaro, allagando una vasta estensione di campagna, ma non riuscirono nell'intento, lasciando però le campagne allagate per decenni sino alla bonifica veneziana dei decenni successivi, anche perché la provvisoria riparazione dell'argine dell'Adige non resse ad un'alluvione successiva. Anche le rotte dell'Adige di tre secoli dopo (Castagnaro e Malopera) finirono nel Tartaro, già canalizzato durante il periodo estense e veneziano, contribuendo, insieme alla Fossa Maestra (che sfocia nel fiume Tartaro all'interno della conca di Canda), a dar luogo all'attuale fiume che assume (dopo la conca di Canda) il nome di Canal Bianco, sul quale fu costruito un primo ponte nel 1855 (di un ponte precedente, costruito dai veneziani, restano ancora le fondamenta dei piloni e alcuni blocchi di marmo, di cui uno raffigurante una testa di leone); sono da ricordare inoltre una terribile bufera che danneggiò gravemente il paese il 9 luglio 1801 e la rotta del Mincio, quello stesso anno, che portò all'allagamento dei terreni circostanti. L'ultima rotta del Po, il 14 novembre 1951, segnò profondamente il paese che vide emigrare più della metà della popolazione, in gran parte provvisoriamente sfollata in altre città d'Italia, ma da cui in maggioranza non fece più ritorno.

### Simboli
Lo stemma è stato riconosciuto con DPCM del 24 aprile 1957 e vi sono raffigurate tre torri merlate alla ghibellina, la centrale, coperta da una cupola e cimata da una banderuola con i colori nazionali; il tutto fondato su campagna di verde e accostato da due alberi.
Il gonfalone, concesso con DPR dell'8 novembre 1957, è un drappo partito di bianco e di rosso.

## Monumenti e luoghi d'interesse

### Architetture religiose
Per la Chiesa cattolica il territorio è amministrativamente parte del Vicariato di Lendinara-San Bellino, a sua volta divisione amministrativa della Diocesi di Adria-Rovigo.

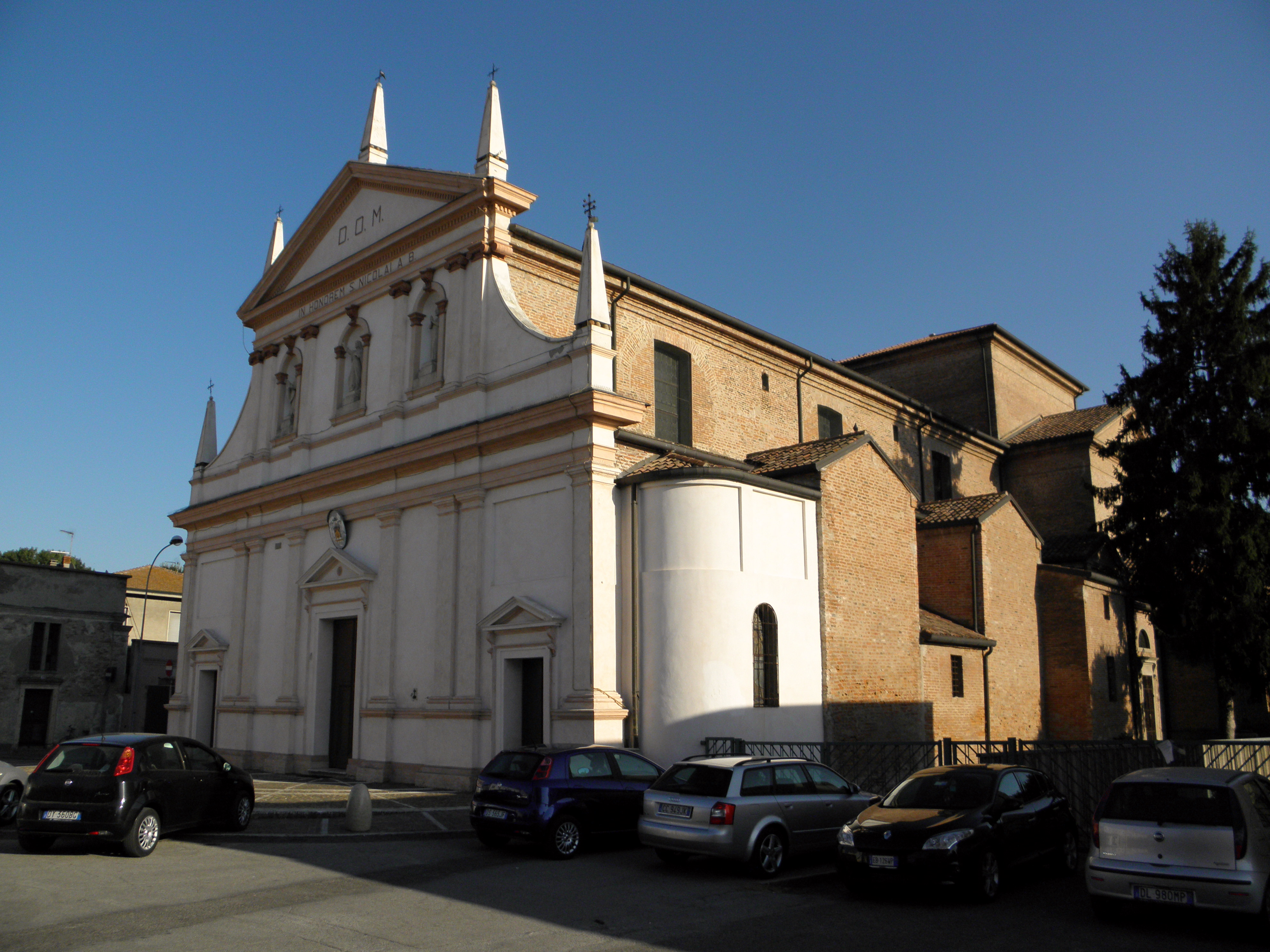
La chiesa parrocchiale di San Nicola da Bari.

- Chiesa di San Nicolò Vescovo (XVI - XIX secolo) Chiesa arcipretale e parrocchiale intitolata a San Nicola di Bari, vescovo, venne edificata nel corso del sedicesimo secolo rimanendo sostanzialmente immutata fino all'inizio dell'Ottocento quando, in occasione di un restauro conservativo, subisce modifiche nella struttura originaria. Il soffitto è dipinto da Sebastiano Santi e nella sacrestia è conservata una tela di Mattia Bortoloni raffigurante San Rocco.
- Oratorio della Beata Vergine Immacolata.

### Architetture civili
- Villa Pelà-Chieregato (XVIII secolo)
- "Il Palazzon" (Villa Paiola)
- Casa Colognesi-Rizzi
- Asilo infantile "V.Pelà"
- Mausoleo delle vittime dell'eccidio di Villamarzana

## Società

### Evoluzione demografica
Abitanti censiti

## Cultura

### Eventi
La fiera paesana si svolge la prima settimana di agosto, altre manifestazioni degne di nota sono il carnevale di Bressane, la fiera di primavera (prima domenica di aprile) e il mercatino dell'antiquariato ogni prima domenica del mese.

## Economia
Principalmente agricola, limitata presenza di attività artigianali e piccola industria

## Amministrazione
| Periodo | Periodo     | Primo cittadino    | Partito                                      | Carica  | Note |
| ------- | ----------- | ------------------ | -------------------------------------------- | ------- | ---- |
| 1995    | 1999        | Giorgio Grassia    | Lista Civica                                 | Sindaco |      |
| 1999    | 2004        | Giorgio Bettarello | Lista Civica                                 | Sindaco |      |
| 2004    | 2009        | Giorgio Grassia    | Lista Civica (Centro-sinistra)               | Sindaco |      |
| 2009    | 2014        | Giorgio Grassia    | Lista Civica (Centro-sinistra)               | Sindaco |      |
| 2014    | 2019        | Giorgio Grassia    | Lista Civica (Centro-sinistra)               | Sindaco |      |
| 2019    | 2024        | Maurizio Passerini | Lista Civica "Un Futuro per Castelguglielmo" | Sindaco |      |
| 2024    | "in carica" | Giorgio Grassia    | Lista Civica "Paese nuovo"                   | Sindaco |      |